# Moyenne arithmético-géométrique
Ne pas confondre avec la définition de suite arithmético-géométrique.
La moyenne arithmético-géométrique de deux réels positifs est une valeur intermédiaire obtenue comme limite de deux suites adjacentes satisfaisant une relation de récurrence qui reprend les formules de moyennes arithmétique et géométrique.
La convergence quadratique de ces suites permet une approximation rapide de la moyenne arithmético-géométrique qui est notamment associée à la longueur d'une ellipse en fonction des longueurs de ses axes.

## Définition
Étant donné deux réels positifs {\displaystyle a} et {\displaystyle b}, on définit deux suites positives {\displaystyle (u_{n})} et {\displaystyle (v_{n})}, de premiers termes {\displaystyle u_{0}=a}, {\displaystyle v_{0}=b} et satisfaisant les relations de récurrence :
{\displaystyle u_{n+1}={\sqrt {u_{n}v_{n}}}}
{\displaystyle v_{n+1}={\frac {u_{n}+v_{n}}{2}}}.
Les deux suites {\displaystyle (u_{n})_{n\geq 1}} et {\displaystyle (v_{n})_{n\geq 1}} sont adjacentes :
{\displaystyle v_{n}\geq u_{n}} pour tout {\displaystyle n\geq 1} (car {\displaystyle v_{n+1}-u_{n+1}={\frac {({\sqrt {v_{n}}}-{\sqrt {u_{n}}})^{2}}{2}}}), si bien que {\displaystyle (u_{n})_{n\geq 1}} est croissante ({\displaystyle u_{n+1}\geq u_{n}}), {\displaystyle (v_{n})_{n\geq 1}} est décroissante ({\displaystyle v_{n+1}\leq v_{n}}), et
{\displaystyle 0\leq v_{n+1}-u_{n+1}\leq v_{n+1}-u_{n}={\frac {v_{n}-u_{n}}{2}}} donc {\displaystyle v_{n}-u_{n}\to 0}.
D'après le théorème des suites adjacentes, {\displaystyle (u_{n})} et {\displaystyle (v_{n})} ont donc une limite commune, {\displaystyle M(a,b)}, appelée la moyenne arithmético-géométrique de {\displaystyle a} et {\displaystyle b}.

## La moyenne arithmético-géométrique est bien une moyenne
Étant donné deux réels positifs {\displaystyle a} et {\displaystyle b}, on montre que :
- {\displaystyle M(a,b)=M\left({\frac {a+b}{2}},{\sqrt {ab}}\right)} ;
- par conséquent, {\displaystyle M(a,b)=M(b,a)} ;
- il ressort directement de la définition que pour {\displaystyle t\geq 0}, {\displaystyle M(ta,tb)=tM(a,b)}. Cette propriété, jointe à la précédente, signifie que la moyenne arithmético-géométrique est (comme toutes les autres moyennes[2]) une fonction symétrique et homogène d'ordre 1 en {\displaystyle a} et {\displaystyle b} ;
- {\displaystyle \min(a,b)\leq {\sqrt {ab}}\leq M(a,b)\leq {\frac {a+b}{2}}\leq \max(a,b)}, l'égalité n'intervenant que lorsque {\displaystyle a=b}.

## Vitesse de convergence
Supposons {\displaystyle 0<b\leq a} et posons {\displaystyle c_{n}:=v_{n}-u_{n}}.
Il résulte de la majoration : {\displaystyle c_{n+1}={\frac {(v_{n}-u_{n})^{2}}{2({\sqrt {v_{n}}}+{\sqrt {u_{n}}})^{2}}}\leq {\frac {c_{n}^{2}}{8b}}}
que ce processus est à convergence quadratique.

## Relation avec une intégrale elliptique
Gauss a établi une relation entre {\displaystyle M(a,b)} et une intégrale elliptique de première espèce :
{\displaystyle {\begin{aligned}M(a,b)&={\frac {\pi }{2}}{\bigg /}\int _{0}^{\frac {\pi }{2}}{\frac {d\theta }{\sqrt {a^{2}\cos ^{2}\theta +b^{2}\sin ^{2}\theta }}}\\&={\frac {\pi }{4}}\cdot {\frac {a+b}{K\left({\frac {a-b}{a+b}}\right)}}\end{aligned}}}
où K(k) est l'intégrale elliptique de première espèce :
{\displaystyle K(k)=\int _{0}^{\frac {\pi }{2}}{\frac {d\theta }{\sqrt {1-k^{2}\sin ^{2}(\theta )}}}}
Il a montré (voir Transformation de Landen) en effet que l'intégrale {\displaystyle I(a,b)=\int _{0}^{\frac {\pi }{2}}{\frac {d\theta }{\sqrt {a^{2}\cos ^{2}\theta +b^{2}\sin ^{2}\theta }}}} vérifiait aussi la relation {\displaystyle I(a,b)=I\left({\frac {a+b}{2}},{\sqrt {ab}}\right)}. Par conséquent, on a, par récurrence sur n, {\displaystyle I(a,b)=I(u_{n},v_{n})}, où un et vn sont les deux suites arithmético-géométriques associées à a et b. Puis, par passage à la limite, {\displaystyle I(a,b)=I(M(a,b),M(a,b))={\frac {\pi }{2M(a,b)}}}.
La relation de Gauss et la rapidité de la convergence des deux suites arithmético-géométriques vers la moyenne {\displaystyle M(a,b)} donne un moyen rapide de calcul numérique approché précis de la valeur de l'intégrale elliptique {\displaystyle I(a,b)}.

## Histoire
La moyenne arithmético-géométrique a été découverte indépendamment par les mathématiciens Adrien-Marie Legendre puis Carl Friedrich Gauss qui s'en servirent pour calculer de façon approchée la longueur de l'arc d'ellipse quelconque, qui s'exprime comme une intégrale elliptique, et même est à l'origine de l'intérêt pour ce domaine de l'analyse. Analysant les relations entre la moyenne arithmético-géométrique et les intégrales elliptiques de 1re espèce, Gauss, dans ses Cahiers mathématiques attira l'attention sur la relation (donnant la longueur d'arc d'une lemniscate de Bernoulli) :
{\displaystyle {\frac {\pi }{2M(1,{\sqrt {2}})}}=\int _{0}^{1}{\frac {\mathrm {d} t}{\sqrt {1-t^{4}}}}}.